# Tillie Moreno

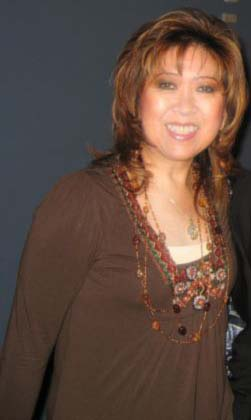
Tillie Moreno.

Tillie Moreno (22 de mayo de 1953, Manila), es una cantante pop filipina y antigua vocalista de la agrupación Entertainment. Ella empezó en la década de los años 70', donde obtuvo gracias a su talento muchos éxitos. Los géneros que se aplican en su trayectoria musical, son los siguientes estilos como R&B/Soul, Jazz y Pop.

## Discografía

### Álbumes
- Circus Band – 1972-1975 (5 albums)

- 4 solo albums with WEA Records:

- “STEPPIN’ OUT” – 1978 (produced by Randy Ray at Greenhills Studios)

- “Disconcerto” – (produced by Nonoy Tan for WEA Records)

- “TILLIE” – 1978 (produced by Nonoy Tan for WEA Records)

1. Lucky Me
2. We Had This time
3. A Very Special Love
4. This Time I’ll Be Sweeter
5. Déjà vu
6. Woman in Love
7. I Don’t Want you To Go
8. We Could Have It All
9. I’d Rather Leave While I’m In Love
10. All The Time
11. Rainbow Connection
12. Someone That I Used To Love
- “LOOKS LIKE LOVE” – 1982 (produced by Hal Yorgler at Paramount Studios, Los Ángeles, California)

1. Take Me To Your Heaven ft. Nick Uhrig(Steve & Kelly Wilson)
2. Bottom Line (Alleen Willis, Patrick Henderson)
3. It Really Isn't Funny Anymore (Peter McCann)
4. Looks Like Love ( Keith Stegall)
5. Nothing I Want More ft. Butch Monserrat(Tillie Moreno, Butch Monserrat, Jun Latonio)
6. I'm Yours/Joy To the World (Gary Chapman/Hoyt Axton)
7. Just One More Night (Tim Martin, Walt Meskell)
8. One Man's Woman (Tom Brasfield)
9. Hard Feelings (Peter McCann)
10. Lovin' You Didn't Come Easy (Gloria Sklerov, Mark Holden, Peter Threlfall)
11. Last One Singing the Blues (Peter McCann)
12. Heart Don't Fail Me Now (Randy Goodrum, Steve Dorf)

## Sencillos
- "SAAN AKO NAGKAMALI" - composed by George Canseco, recorded for Blackgold Recording Company

- “UMAGANG KAY GANDA” - 1976 duet with Ray-An Fuentes

- “BEGINNINGS” – 1979 duet with Ray-An Fuentes (recorded for WEA Records)

- Single “HEART DON’T FAIL ME NOW” – 1980 (produced by Randy Ray, arranged by Michel Columbier, composed by Randy Goodrum, for Columbia Records)

- Datos: Q7802844